# 쿠올
쿠올(영어: quoll)은 주머니고양이목의 쿠올속(Dasyurus)에 속하는 육식 유대류의 총칭이다. 오스트레일리아 대륙과 뉴기니섬, 태즈메이니아의 토착종이다. 본래 야행성 동물이며, 하루의 대부분을 둥지 안에서 지낸다. 쿠올속은 6종으로 이루어져 있다. 4종은 오스트레일리아에서, 2종은 뉴기니섬에서 발견된다.

## 하위 종
- 뉴기니쿠올 (Dasyurus albopunctatus)
- 서부쿠올 (Dasyurus geoffroii)
- 북부쿠올 (Dasyurus hallucatus)
- 호랑이주머니고양이 또는 호랑이쿠올 (Dasyurus maculatus)
- 브론즈쿠올 (Dasyurus spartacus)
- 동부쿠올 (Dasyurus viverrinus)